# East Bergholt
East Bergholt – wieś w Anglii, w hrabstwie Suffolk, w dystrykcie Babergh. Leży 14 km na południowy zachód od miasta Ipswich i 95 km na północny wschód od Londynu.